# BBC 2W
BBC 2W byl televizní kanál veřejnoprávní BBC. Vysílal od roku 2001 do roku 2009.

## Historie
BBC 2W zahájil vysílání 5. listopadu 2001, kdy nahradil digitální verzi BBC Two Wales. Vysílal ve všední dny od 20.30 do půlnoci. 2W vysílal jen v angličtině, na rozdíl od S4C, který vysílá pořady primárně ve velštině. V EPG byl 2W v době, kdy nevysílal označován jako BBC Two Wales.

### Kontroverze
Kanál se postupně stal nepopulární pro některé diváky, kvůli vysílání pořadů (včetně mnoha repríz) vyráběných pouze ve Walesu, na rozdíl od analogového BBC Two Wales, který vysílal pouze živá sportovní utkání a nové pořady.
V rámci spuštění nového kanálu bylo také první vypnutí analogového vysílání ve Spojeném království a to ve Llansteffanu a Ferrysidu, kde diváci trvali na zachování analogového BBC Two Wales.

## Program
Kanál vysílal pořady podobného zaměření jako BBC Two Wales s občasnými reprízami starších pořadů převedených do digitální verze nebo sportovní utkání. Kanál také od svého spuštění do roku 2007 vysílal svůj zpravodajský pořad. Od spuštění kanálu to byl 2W News and Sport s jinou vizuální identitou než jiné regionální zprávy a vysílaný exkluzivně jen na 2W. Ten v roce 2005 nahradilo vydání Wales Today s názvem Wales Today on 2W se stejnými moderátory, reportážemi a vizuální identitou jako ty na BBC One.

## Zánik
Kanál zanikl 2. ledna 2009, kdy ho opět nahradila digitální verze BBC Two Wales s menším počtem regionálních pořadů, tak jako analogové verze.